# أزمة التجنيد الإلزامي لعام 1917
كانت أزمة التجنيد الإلزامي لعام 1917 أزمة سياسية وعسكرية في كندا خلال الحرب العالمية الأولى. تمثل سببها بشكل أساسي بعدم الاتفاق على وجوب تجنيد الرجال للقتال في الحرب، ولكنها أثارت أيضًا العديد من القضايا المتعلقة بالعلاقات بين الكنديين الفرنسيين والكنديين الإنجليز. عارض جميع الكنديين الفرنسيين تقريبًا التجنيد الإلزامي. شعروا أنهم لا يملكون ولاءً خاصًا لبريطانيا أو فرنسا، وبقيادة هنري بوراسا، شعروا أن ولاءهم الوحيد كان لكندا. دعم الكنديون الإنجليز المجهود الحربي لأنهم شعروا بعلاقات أقوى مع الإمبراطورية البريطانية. في الأول من يناير عام 1918، بدأت الحكومة الاتحادية بتطبيق قانون الخدمة العسكرية. تسبب هذا الفعل في جعل 404,385 رجلًا عرضة لأداء الخدمة العسكرية، وطالب 385,510 منهم بالحصول على إعفاء.
حدثت المعارضة الأعنف في كيبك، حيث أثارت المواقف المناهضة للحرب، المستمدة من القومية الفرنسية الكندية، نهاية أسبوع مليئة بأعمال الشغب، في الفترة بين 28 مارس و1 أبريل عام 1918. بدأت الاضطرابات في يوم خميس عندما اعتقلت شرطة دومينيون رجلًا فرنسيًا كنديًا فشل بتقديم مسودة أوراق الإعفاء الخاصة به. رغم إطلاق سراح الرجل، سرعان ما اجتمع حشد غاضب من قرابة 200 شخص حول مركز شرطة حي سانت روش حيث احتُجز الرجل. نهب المتظاهرون مكتب تسجيل التجنيد، بالإضافة إلى صحيفتين مؤيدتين للتجنيد داخل مدينة كيبك. حدث الصراع الأخير والأكثر دموية في عيد الفصح يوم الإثنين عندما انتظمت الحشود مرة أخرى ضد الوجود العسكري في المدينة، الذي زاد بحلول ذلك الوقت حتى وصل إلى 1200 جندي. أُمِر الجنود بإطلاق النار على الحشود، ما تسبب بتفريقهم على الفور. على الرغم من أن العدد الفعلي للضحايا المدنيين موضع جدل، فإن التقارير الرسمية التي صدرت ذلك اليوم تشير إلى مقتل خمسة رجال جراء إطلاق النار، وأُصيب عشرات آخرون. سُجِّلت 32 إصابة بين الجنود في ذلك اليوم، مع عدم وجود وفيات. شهد يوم الإثنين، الأول من أبريل، نهاية أعمال الشغب في عيد الفصح، والتي بلغ إجمالي الخسائر فيها 150 ضحية و300,000 دولار.

## خلفية
دخلت كندا الحرب العالمية الأولى في 4 أغسطس عام 1914. كان العقيد سام هيوز وزيرًا للميليشيات الكندية، وفي 10 أغسطس، سُمح له بتأسيس ميليشيا تضم 25,000 رجل. قبل نهاية أغسطس من عام 1914، كان هيوز قد أنشأ بالفعل معسكرًا للتدريب في فالكارتييه بكيبك، والذي كان بمقدوره احتواء 32,000 رجل. وصلت الوحدة الأولى المكونة من 31,200 كندي، التي أُطلِق عليها اسم «إجابة كندا»، إلى بريطانيا في 14 أكتوبر لمواصلة التدريب. تحرك هيوز بسرعة مذهلة لإنشاء كتائب كندية ما سمح للقوات الكندية بأن تبقى معًا كوحدات للمرة الأولى.
تطوع عدد قليل نسبيًا من الكنديين الفرنسيين. أشارت تجربة الكتيبة الأولى إلى أنهم لا يستطيعون أن يتوقعوا شيئًا إلا سوء المعاملة باعتبارهم كاثوليك ناطقين بالفرنسية في كتائب ناطقة باللغة الإنجليزية، ومليئة في معظمها بما نظروا إليه على أنه مجموعات من الرجال والضباط البروتستانت الذين لم يكن بمقدورهم التواصل معهم. اختار الكنديون الفرنسيون الشباب الذين يسعون إلى الخدمة، بدلًا من الكتائب الإنجليزية، الأفواجَ «الفرنسية» التقليدية القليلة للميليشيات الكندية، مثل كتيبة غداريي مونت رويال، حيث كانت الحياة اليومية داخل الثكنات باللغة الفرنسية، وكانت لغة الأوامر فقط هي اللغة الإنجليزية. وجب إبعادهم لأن وزير الميليشيات ومرؤوسيه كانوا متعنتين في رفضهم لتعبئة هذه الأفواج الفرنسية التقليدية أو إنشاء أفواج جديدة. على الرغم من ذلك، واصلت الحكومة رفع توقعاتها للمتطوعين، وهدفت للوصول إلى 150,000 رجل متطوع بحلول عام 1915. لم يعتقد الكنديون الإنجليز أن كندا الفرنسية كانت تقدم حصة عادلة في المجهود الحربي. أبلغ سام هيوز، في يونيو عام 1917، مجلس العموم الكندي أن أقل من 5% فقط من بين 432,000 متطوع كندي جاؤوا من كندا الفرنسية، التي كانت تشكل 28% من السكان الكنديين في ذلك الوقت. كانت هناك أسباب كثيرة مقترحة لنقص المتطوعين الكيبكيين، ومع ذلك، يشير العديد من المؤرخين الكنديين البارزين إلى أن قرار حكومة أونتاريو بعدم السماح باللغة الفرنسية في اللائحة رقم 17 هو السبب الرئيسي.
طالب الضغط السياسي في كيبك، إلى جانب بعض التجمعات الجماهيرية العامة، بإنشاء وحدات ناطقة بالفرنسية لخوض حرب كان ينظر إليها العديد من سكان كيبك على أنها حق وضرورة، على الرغم من اللائحة 17 في أونتاريو ومقاومة أولئك مثل هنري بوراسا. في الواقع، كتبت صحيفة مونتريال  لا بريس معبرة عن رأيها أن كيبك يجب أن تنشئ وحدة للقتال بصفتها جزءًا من الجيش الفرنسي. عندما توانت الحكومة، أصبحت أول وحدة جديدة هي الكتيبة الثانية والعشرون (الفرنسية الكندية)، سي إي إف. في حين سُمح بإنشاء مجموعات قليلة أخرى من الناطقين بالفرنسية، من قبل ضباط الاحتياط في الأغلب، فقد حُلّت جميع تلك المجموعات لتوفير بدائل للكتيبة الثانية والعشرين، التي عانت ما يقرب من 4,000 جريح وقتيل خلال الحرب.
مع استمرار الحرب، سرعان ما أدرك الجنود والسياسيون عدم وجود نهاية سريعة. في النهاية، علم الناس بظروف الخنادق وبعض الإصابات في أوروبا، وتوقف الرجال عن التطوع. كان هناك أكثر من 300,000 مجند بحلول عام 1916، ولكن رئيس الوزراء روبرت بوردن وعد بـ500,000 بحلول نهاية ذلك العام، على الرغم من أن عدد سكان كندا كان 8 ملايين فقط في ذلك الوقت.

## أزمة التجنيد الإلزامي 1917
بعد معركة السوم، كانت كندا بحاجة ماسة إلى تجديد إمداداتها من الجنود؛ على الرغم من ذلك، كان هنالك عدد قليل جدًا من المتطوعين لحل محلهم. فشلت جهود التجنيد في كيبك، وتحولت الحكومة الكندية إلى خيارها الوحيد المتبقي: التجنيد الإلزامي.
عارض جميع الكنديين الفرنسيين تقريبًا التجنيد الإلزامي؛ شعروا أنهم لا يملكون ولاءً خاصًا لبريطانيا أو فرنسا، وبقيادة هنري بوراسا، شعروا أن ولاءهم الوحيد كان لكندا. تسببت أزمة التجنيد في عام 1917 بحدوث خلاف كبير على أسس عرقية بين الناطقين بالإنجليزية والناطقين بالفرنسية.
بعد زيارة بريطانيا لحضور اجتماع رؤساء الحكومات في مايو عام 1917، أعلن بوردن أنه سيعرض قانون الخدمة العسكرية في 29 أغسطس عام 1917. سُنَّ القانون: سُمح للحكومة بتجنيد الرجال الذين تتراوح أعمارهم بين 20 و45 عامًا في جميع أنحاء البلاد إن شعر رئيس الوزراء بضرورة الأمر.

## انتخابات 1917
لتوطيد الدعم للتجنيد الإلزامي في انتخابات عام 1917، وسع بوردن نطاق التصويت من خلال قانون الناخبين العسكريين ليشمل الجنود في الخارج، الذين كانوا مؤيدين للتجنيد الإلزامي لاستبدال قواتهم المستنفدة (مُنِحت النساء اللاتي يخدمن ممرضاتٍ الحقَّ في التصويت أيضًا). بالنسبة لبوردن، كانت لهذه الأصوات ميزة أخرى، إذ يمكن توزيعها في أي دائرة انتخابية، بغض النظر عن مكان الإقامة الثابت للجندي. مع قانون انتخابات فترة الحرب، مُنحت النساء اللواتي كنّ زوجات، وشقيقات، وبنات، وأمهات للرجال المؤدين للخدمة العسكرية في الخارج حق التصويت أيضًا في هذه الانتخابات، إذ بدا أنهن أكثر وطنية وجدارة بصوت عام. من ناحية أخرى، حُرِمَ المعترضون ضميريًا والمهاجرون الجدد من «دول الأعداء» من حق التصويت. في الانتخابات، لم يعارَض بوردن من قبل بوراسا وحسب، بل أيضًا من قبل زعيم الحزب الليبرالي ويلفريد لورييه، رغم تخلي جزء كبير من حزبه عنه. عارض لورييه التجنيد الإلزامي منذ بداية الحرب، بحجة أن حملة مكثفة للمتطوعين ستنتج ما يكفي من القوات. لقد شعر سرًّا أنه إذا انضم إلى الحكومة الائتلافية، فستقع كيبك في ظل ما نظر إليه على أنه القومية الخطيرة لبوراسا، ما قد يؤدي في النهاية إلى مغادرة كيبك الاتحاد الكندي.
فاز حزب بوردن الاتحادي في الانتخابات بـ153 مقعدًا، في حين حصل ليبراليي لورييه على 82 مقعدًا، 62 من بينهم من كيبك.